# Carol Miller
Carol Miller (Los Ángeles, California, 1933) es una periodista, arqueóloga y escultora estadounidense, residente en México desde 1952. Se ha distinguido por sus aportaciones al arte escultórico, por sus publicaciones con relación al país de su adopción y por sus estudios sobre el mundo maya y otras culturas mesoamericanas, sobre las cuales también ha publicado algunos libros.

## Datos biográficos
Empezó su carrera como periodista a los 15 años de edad. Fue corresponsal de la revista Life en Español en la Ciudad de México de 1962 a 1964, escritora, traductora, crítica de arte y de cine, editora, conferencista, publirelacionista, arqueóloga y escultora. Ha escrito en total 36 libros tanto en inglés como en español, lengua que domina como la suya materna.
Ha realizado investigación arqueológica y ha escrito sobre arqueología de la región maya y del altiplano de México. Sus viajes le han permitido conocer México y escribir en torno a su historia. También ha hecho trabajos sobre otras culturas como la griega, habiendo sida nombrada Agregada Cultural Honorífica de la Embajada de Grecia en México por sus escritos y artículos sobre la cultura helénica en la prensa mexicana. Es también consultora del Centro de Estudios Mayas-UNAM en México.
Su trabajo como escultora se inició al recibir la invitación, hacia 1969, de la artista plástica de origen libanés Charlotte Yazbek para trabajar en su estudio. Había obtenido antes un grado académico superior de la Accademia Internazionale Greci-Marino en Vinzaglio, Italia. Durante años ha trabajado con barro moldeado vaciado en bronce y últimamente con plastilina y otros materiales. Recientemente se ha volcado en una temática que le resulta preferida: la de los animales y particularmente la de felinos, que por su estilización le dan un sello particular a la escultora.
Vive en México con su esposo, el restaurador de arte Tomás González.
Libros de Carol Miller
- Saudade (Poetry). 1962
- The Unfinished Experiment, Democracy in the Dominican Republic, by Juan Bosch (English translation for Praeger, New York), 1965.
- Politics and the Labor Movement in Latin America, by Victor Alba (English translation for Stanford University Press), 1968.
- Reindorf, by Alfonso de Neuvillate (English translation for Alpine Fine Arts Books), 1983.
- Mundo Maya, Viajes (travel notes, Editorial El Día, Mexico City), 1993, out of print.
- The Winged Prophet, From Hermes to Quetzalcoatl (with Guadalupe Rivera Marín, for Samuel Weiser, USA), Maine, RedWheel/Weiser, 1994.
- Más Viajes en el Mundo Maya, la Península de Yucatán, Belice y El Salvador (travel notes, Editorial de la Lotería Nacional, Ciudad de México), 1994, out of print.
- El Pilar, An Archaeological Reserve For Maya Flora and Fauna (with Dr. Anabel Ford), published by the Ford Foundation, 1995.
- Travels in the Maya World, Xlibris, 2000.
- The Other Side of Yesterday, The China-Maya Connection, Xlibris, 2000.
- Training Juan Domingo: Mexico and Me, Xlibris, 2001.
- The Guttered Dog, A Compilation, Xlibris, 2001, out of print
- Syria, A Selection of Reports, Xlibris, 2002, out of print.
- Travels in the Asian World, Xlibris, 2002.
- Haciendas Henequeneras de México (translation of texts by Juan E. García and Alberto Davidoff, as well as original text, “Henequen, A Gift and a Curse” by Carol Miller), 2002.
- Belize, An Interruption of the Jungle, for the state of Quintana Roo, Mexico, 2003.
- The Coca Box (Travels in Peru), Xlibris, 2003.
- Laying on of Hands, Another Travel Anthology, Xlibris, 2003, out of print.
- Dolores Olmedo Patiño (1908-2002), translation to English of text by María Eugenia de Lara Rangel, * * * Museo Dolores Olmedo Patiño, Mexico City, 2003.
- Henry Moore y México, translation to Spanish of text by Toby Treves, Curator of the Tate Gallery of London, British Council and Museo Dolores Olmedo, Mexico, 2005.
- Roberto Motherwell, translation to Spanish of texts prepared by the curators of the Walker Art Center of Minneapolis, USA, 2008.
- American Modernism, translation to Spanish of texts of the exhibit at the Museo Dolores Olmedo, La Noria Xochimilco, México, material prepared by the curators of the Walker Art Center, Minneapolis, and SFMoma, San Francisco USA, 2008.
- The Dolores Olmedo Museum, translation English-Spanish, Spanish-English of seven texts for the museum catalog, 2008.
- The Sculptural Space, translation to English of fourteen texts by artists, authors and university authorities for the National Autonomous University of Mexico (UNAM), 2009.
- James Ensor, traducción al español del catálogo de la exposición del Museo Dolores Olmedo, en colaboración con el Palais de Beaux Arts de Bruxelles y el Museo Real de Bellas Artes de Amberes, Bélgica, México 2010
- Alma de mi alma, el México de los extranjeros, Instituto Nacional de Antropología e Historia (INAH) con el Instituto Nacional de Migración, (INM), Secretaría de Gobernación, Ciudad de México, CONACULTA 2011.
- Travels in Syria, a Love Story, Available from Amazon.com and other retailers, Printed by CreateSpace, An Amazon.com Company, 2013.
- Mathías Goeritz, Mexico City, Aura Publications, Dr. Lily Kassner, Ph.D., English version by Carol Miller, 2014.
- The Shameless Full Moon, Travels in Africa, Available from Amazon.com and other retailers, Printed by CreateSpace, An Amazon.com Company, 2014.
- Brumas de California, monthly articles on cinema and film personalities, for the magazine Fanclub de Cinépolis, Mexico City, 2010-2015.
- The World Over, A Carol Miller Anthology, Available from Amazon.com and other retailers, Printed by CreateSpace, An Amazon.com Company, 2015.
- Ancestral, la sorprendente relación entre las antiguas civilizaciones de Asia y América, Ciudad de México, Grupo Planeta, 2015.
- The Bookcase, Available from Amazon.com and other retailers, Printed by CreateSpace, An Amazon.com Company 2016.
- Other Stories, Available from Amazon.com and other retailers, Printed by CreateSpace, An Amazon.com Company. 2017
- Dyslexia: Sinistra Invictus, Available from Amazon.com and other retailers, Printed by CreateSpace, An Amazon.com Company, 2017

						oOo

## Libros escritos
- Saudade (Poesía), 1962
- Política y movimiento laboral en América Latina, 1965
- Democracia en la República Dominicana, experimento inconcluso, 1966
- Reindorf, Alpine Fine Arts Books, 1983.
- El Profeta Alado (colaboración con la Dra. Guadalupe Rivera Marín).
- The Winged Prophet, From Hermes to Quetzalcoatl (versión en inglés) con Guadalupe Rivera Marín, Red Wheel/Weiser, USA, 1994.
- Mundo Maya, Viajes (Editorial El Día, México), ensayos, 1993.
- Más Viajes en el Mundo Maya, la Península de Yucatán, Belice y El Salvador (Editorial de la Lotería Nacional, México), ensayos, 1994.
- El Pilar, Reserva arqueológica de la fauna y flora mayas(en colaboración con Anabel Ford), 1995.
- Travels in the Maya World, Xlibris ISBN 0-7388-1972-7, 2000.
- The Other Side of Yesterday, Xlibris ISBN 0-7388-1871-2m, 2000.
- Training Juan Domingo: Mexico and Me, Xlibris ISBN 1-4010-0010-X, 2000.
- The Guttered Dog, A Compilation, Xlibris ISBN 1-4010-4662-2, 2001.
- Syria, A Selection of Reports, Xlibris ISBN 1-4010-6005-6, 2002.
- Travels in the Asian World (China, Tíbet, Vietnam, Camboya, Laos), Xlibris, 2002.
- Belize, An Interruption of the Jungle, for the state of Quintana Roo, Mexico, 2001.
- The Coca Box (Travels in Peru), Xlibris ISBN 1-4134-0153-8, 2003.
- Haciendas Henequeneras de México
- Henequén, Un regalo y una maldición., 2003
- Laying on of Hands, Another Travel Anthology, Xlibris ISBN 1-4134-1657-8, 2003.
- Dolores Olmedo Patiño (1908-2002), Museo Dolores Olmedo, México, 2004
- Henry Moore en México, Museo Dolores Olmedo, México, 2005
- Robert Motherwell para el Museo Dolores Olmedo, 2008.
- American Modernism, translation to Spanish of texts of the exhibit at the Museo Dolores Olmedo, Xochimilco, México, material       prepared by the curators of the Walker Art Center, Minneapolis, USA, 2008.
- The Dolores Olmedo Museum, translation English-Spanish, Spanish-English of seven texts for the museum catalog, 2008.
- The Sculptural Space,  translation to English of fourteen texts by artists, authors and university authorities for the National   Autonomous University of Mexico (UNAM), 2009.
- James Ensor, traducción al español del catálogo de la exposición del Museo Dolores Olmedo, en colaboración con el Palacio de las   Bellas Artes de Brusellas y el Museo Real de Bellas Artes de Amberes, Bélgica, México 2010.
- Alma de mi alma, el México de los extranjeros, Instituto Nacional de Antropología e Historia (INAH) con el Instituto Nacional de Migración, (INM), Secretaría de Gobernación, CONACULTA, Ciudad de México, DGE Equilibrista, editores, 2011
- Travels in Syria, a Love Story, North Carolina (USA), CreateSpace, 2013.
- Mathías Goeritz, Mexico City, Aura Publications, Dr. Lily Kassner, Ph.D., English version by Carol Miller, 2014.
- The Shameless Full Moon, Travels in Africa, North Carolina (USA), CreateSpace, 2014.
- The World Over, A Carol Miller Anthology, North Carolina (USA), CreateSpace, 2015.
- Ancestral, la sorprendente relación entre las antiguas civilizaciones de Asia y América, Ciudad de México, Grupo Planeta, 2015.
- The Bookcase, Available from Amazon.com and other retailers, Printed by CreateSpace, An Amazon.com Company 2016.
- Other Stories, Available from Amazon.com and other retailers, Printed by CreateSpace, An Amazon.com Company. 2017
- Dyslexia: Sinistra Invictus, Available from Amazon.com and other retailers, Printed by CreateSpace, An Amazon.com Company, 2017